# 陸田町
陸田町（くがたちょう）は、愛知県稲沢市の地名。

## 地理

### 交通
- 東海道本線

### 施設
- 陸田緑地

### 字一覧
- 穴田（あなだ）[WEB 4]
- 馬山（うまやま）[WEB 4]
- 上東之川（かみひがしのかわ）[WEB 4]
- 郷上切（ごうかみきり）[WEB 4]
- 郷下切（ごうしもきり）[WEB 4]
- 郷東（ごうひがし）[WEB 4]
- 郷前（ごうまえ）[WEB 4]
- 坂田（さかだ）[WEB 4]
- 下東之川（しもひがしのかわ）[WEB 4]
- 陣出（じんで）[WEB 4]
- 寺田（てらだ）[WEB 4]
- 白山（はくさん）[WEB 4]
- 八幡（はちまん）[WEB 4]
- 花塚（はなづか）[WEB 4]
- 丸之内（まるのうち）[WEB 4]
- 桃ノ木（もものき）[WEB 4]

### WEB
1. ↑  “読み仮名データの促音・拗音を小書きで表記するもの(zip形式) 愛知県” (zip).   日本郵便 (2024年2月29日). 2024年3月26日閲覧。
2. ↑  “市外局番の一覧” (PDF).   総務省 (2022年3月1日). 2022年3月22日閲覧。
3. ↑  “ナンバープレートについて”.   一般社団法人愛知県自動車会議所. 2024年1月21日閲覧。
4. 1 2 3 4 5 6 7 8 9 10 11 12 13 14 15 16  “愛知県稲沢市陸田町の住所一覧”.   ゼンリン. 2024年6月1日閲覧。